# Nørregård
Nørregård er en gammel hovedgård, som blev kaldt Udstolpe og nævnes første gang i 1374. Navnet Nørregård er fra 1474 og blev en avlsgård under Krenkerup i 1630. Gården ligger i Slemminge Sogn, Musse Herred, Maribo Amt, Guldborgsund Kommune.
Nørregård er på 217 hektar
I starten af 1990'erne blev selve gården og størstedelen af bygningerne revet ned. Tilbage er kun to bygninger.

## Ejere af Nørregård
- (1374) Jens Griis
- (1374-1386) Niels Jensen Griis
- (1386-1394) Mette Madsdatter Ketelhod gift Griis
- (1394) Mette Nielsdatter Griis gift Godov
- (1394) Christine Nielsdatter Griis gift Skave
- (1394-1408) Jens Jepsen Skave
- (1408-1417) Lars Skytte Skave
- (1417-1432) Jep Jensen Skave
- (1432) Hille Jepsdatter Skave gift Rosensparre
- (1432-1496) Evert Truidsen Rosensparre
- (1496-1504) Hans Juel
- (1504-1555) Gedske Hansdatter Juel gift Baden
- (1555-1566) Hans Lauridsen Baden
- (1566) Karen Knudsdatter Gyldenstierne gift Baden
- (1566-1618) Christian Hansen Baden
- (1618-1630) Anne Hansdatter Baden gift von Thümen
- (1630-1642) Palle Rosenkrantz
- (1642-1652) Birgitte Pallesdatter Rosenkrantz gift Skeel
- (1652-1688) Christian Skeel
- (1688-1700) Jørgen Christiansen Skeel
- (1700) Benedicte Margrethe von Brockdorff gift (1) Skeel (2) Reventlow
- (1700-1738) Christian Ditlev greve Reventlow
- (1738-1750) Conrad Ditlev greve Reventlow
- (1750-1759) Christian Ditlev greve Reventlow
- (1759-1774) Juliane F. C. Christiansdatter komtesse Reventlow gift von Hardenberg
- (1774-1788) Carl August greve Hardenberg-Reventlow
- (1788-1840) Christian Heinrich August greve Hardenberg-Reventlow
- (1840-1842) Ida Augusta Christiansdatter grevinde Hardenberg-Reventlow gift (1) von Holck (2) von Gersdorff (3) D`Almaforte
- (1842-1846) Christian Ludvig Johan Dormund greve Gersdorff-Hardenberg-Reventlow
- (1846) Ida Augusta Christiansdatter grevinde Hardenberg-Reventlow gift (1) von Holck (2) von Gersdorff (3) D`Almaforte
- (1846-1864) Simon Dominici greve D`Almaforte-Hardenberg-Reventlow
- (1864-1867) Ida Augusta Christiansdatter grevinde Hardenberg-Reventlow gift (1) von Holck (2) von Gersdorff (3) D`Almaforte
- (1867-1885) Carl Ludvig August Rudolph greve Holck-Hardenberg-Reventlow
- (1885) prinsesse Lucie Schönaich-Carolath gift von Haugwitz
- (1885-1888) Curt Ulrich Heinrich greve Haugwitz-Hardenberg-Reventlow
- (1888-1903) prinsesse Lucie Schönaich-Carolath gift von Haugwitz
- (1903-1921) Heinrich Berhard Carl Poul Georg Curt greve Haugwitz-Hardenberg-Reventlow
- (1921-1970) Heinrich Ludvig Berhard Erdmann Georg greve Haugwitz-Hardenberg-Reventlow
- (1970-2012) Rupert Gorm Reventlow-Grinling
- (2012-) Patrick Reventlow-Grinling